# Saint-Zacharie (Quebec)
Saint-Zacharie es un municipio canadiense situado en la provincia de Quebec.

## Superficie
Saint-Zacharie tiene una superficie de 186,56 km².

## Demografía
En 2021, tenía 1684 habitantes, una densidad poblacional de 9 hab./km², y 825 viviendas.